# Parbuluan IV
Parbuluan IV is een bestuurslaag in het regentschap Dairi van de provincie Noord-Sumatra, Indonesië. Parbuluan IV telt 3405 inwoners (volkstelling 2010).